# V̴
Cette page contient des caractères spéciaux ou non latins. S’ils s’affichent mal (▯, ?, etc.), consultez la page d’aide Unicode.
Le v tilde inscrit ou v tilde médian, v̴, est un symbole de l’alphabet phonétique international. Il est composé d’un V ‹ v › diacrité d’un tilde médian.

## Utilisation
Dans l’alphabet phonétique international, [v] représente une consonne fricative labio-dentale voisée vélarisée ou pharyngalisée, respectivement aussi représentée par /vˠ/ et /vˤ/.
Manfred Woidich utilise un v tilde inscrit dans une description de l’arabe cairote de 2006 dans l’Encyclopedia of Arabic Language and Linguistics pour illustrer l’assimilation de voisement (et la propagation de la pharyngalisation) dans yifḍal [ˈjiv̴ᵭɑl] « il reste ».

## Représentations informatiques
Le v tilde médian peut être représentée avec les caractères Unicode (latin étendu – 1, diacritiques) suivants :
| formes    | représentations | chaînes de caractères | points de code | descriptions                                       | notes |
| --------- | --------------- | --------------------- | -------------- | -------------------------------------------------- | ----- |
| minuscule | v̴               | v◌̴                    | U+0076 U+0334  | lettre minuscule latine v diacritique tilde médian |       |